# (48373) Gorgythion
(48373) Gorgythion ist ein Asteroid aus der Gruppe der Jupiter-Trojaner. Damit werden Asteroiden bezeichnet, die auf den Lagrange-Punkten auf der Bahn des Jupiter um die Sonne laufen.
Der Asteroid wurde am 18. Oktober 1977 von den niederländischen Astronomen Cornelis Johannes van Houten, Ingrid van Houten-Groeneveld und Tom Gehrels am Palomar-Observatorium entdeckt. Er ist dem Lagrangepunkt L5 zugeordnet.
Der Himmelskörper wurde am 18. März 2003 nach Gorgythion benannt, einem Sohn des trojanischen Königs Priamos, der von Teukros mit einem Pfeil, der eigentlich Hektor treffen sollte, getötet wurde.